# Гільєрмо Стабіле
Гільє́рмо Ка́рлос Ста́біле (ісп. Guillermo Carlos Stábile; 17 січня 1905 — 26 грудня 1966)  — аргентинський футболіст і тренер. Найкращий нападник та віцечемпіон дебютного Чемпіонату світу з футболу 1930 року. Як тренер — шестиразовий переможець Чемпіонату Південної Америки.

## Кар'єра гравця— Ель Фільтрадо
Невисокий на зріст (168 см) і худорлявий (59 кг), центральний нападник став відомим у Аргентині після того, як почав виступати у 1920 році за клуб Уракан з Буенос-Айреса. Саме у ті часи суперники дали Гільєрмо прізвисько Ель Фільтрадо за вміння проходити крізь захисні редути інших команд. З командою він у 1925 та 1928 роках ставав чемпіоном Аргентини.
Через десять років гравець скористався запрошенням до Італії й почав грати за тамтешній провідний клуб Дженоа. За нього Гільєрмо виступав протягом п'яти років й забив 13 голів. Згодом на один рік він переїхав до клубу Наполі. У його кольорах провів 20 матчів й з них тричі відзначався голами у воротах суперників. Завершив Гільєрме свою клубну кар'єру гравця в французькій команді Ред Стар з Парижа у 1939 році.
Утім найбільше успіху він мав у збірній Аргентини, за яку провів усього лиш чотири матчі. Щоправда за ці 360 ігрових хвилин забив Гільєрмо аж вісім голів. Через те став найкращим бомбардиром Чемпіонату. Аргентинці досі вважають його ще й першим автором хет-трику на мундіалях. Бо ж він забив тричі у матчі зі збірною Мексики, що відбувся 19 липня. Гра тоді завершилася з хокейним рахунком 6:3 на користь аргентинців, а Гільєрме відзначився на 8, 17 та 80 хвилинах. Донедавна він справді претендував ще й на цю першість, однак ФІФА у 2006 році визначилось, що першим автором хет-трику на чемпіонатах світу слід вважати не Стабіле, а американця Берта Пейтнода. Свої три голи він забив на два дні раніше — 19 липня.

## Стабіле-тренер
Свою тренерську кар'єру в футболі Гільєрмо розпочав задовго до завершення ігрової. У 1931—1932 роках він тренував італійський Дженоа разом з Луїджі Бурландо. З 1937 року Гільєрмо очолював французьку команду Ред Стар. А 1940 року повернувся до Аргентини й тут протягом 20 років, аж до 1960-го, очолював національну збірну. Під його керівництвом Аргентина провела аж 127 матчів (85 перемог, 21 нічия та 21 поразка). Таким чином, Гільєрмо мав одну з найдовших тренерських кар'єр в історії національних збірних.
На чолі головної команди своєї країни він у 1941, 1945, 1946, 1947, 1955 та 1957 роках ставав переможцем Чемпіонату Південної Америки та одного разу — займав друге місце. Роботу зі збірною Гільєрмо поєднував з тренерською діяльність в клубах. Так з 1940 по 1949 роки він працював у рідному клубі Уракан, а в 1949—1960 роках — у команді Расинг. З останньою командою у 1949, 1950 та 1951 роках він перемагав у Чемпіонаті Аргентини.

## Викладач і коментатор
Опісля завершення тренерської кар'єри Гільєрмо до смерті займався коментаторською роботою, а також викладав фізичну культуру в Буенос-Айресі.

## Титули і досягнення
Гравець
- Віце-чемпіон світу: 1930

Тренер
- Чемпіон Південної Америки: 1945, 1946, 1947, 1957
- Бронзовий призер Чемпіонату Південної Америки: 1956
- Переможець Панамериканських ігор: 1951, 1955
- Переможець Панамериканського чемпіонату: 1960